# Rheingau-Taunus
Rheingau-Taunus é um distrito da Alemanha, na região administrativa de Darmstadt, estado de Hessen.

## Cidades e Municípios
- Cidades:

1. Bad Schwalbach
2. Eltville am Rhein
3. Geisenheim
4. Idstein
5. Lorch am Rhein
6. Oestrich-Winkel
7. Rüdesheim am Rhein
8. Taunusstein

- Municípios:

1. Aarbergen
2. Heidenrod
3. Hohenstein
4. Hünstetten
5. Kiedrich
6. Niedernhausen
7. Schlangenbad
8. Waldems
9. Walluf